# Beylikdüzü Voleybol İhtisas Spor Kulübü 2020-2021
Questa voce raccoglie le informazioni riguardanti il Beylikdüzü Voleybol İhtisas Spor Kulübü nelle competizioni ufficiali della stagione 2020-2021.

## Organigramma societario
Area direttiva
- Presidente: Hasan Günakan

Area tecnica
- Allenatore: Zekai Bayram

## Rosa
| N° | Nome              | Ruolo | Data di nascita   | Nazionalità sportiva |
| -- | ----------------- | ----- | ----------------- | -------------------- |
| 2  | Zekiye Ünal       | S     | 22 giugno 2002    | Turchia              |
| 4  | Buse Kaygısız     | L     | 6 febbraio 1997   | Turchia              |
| 7  | Deniz Uyanık      | C     | 25 giugno 2001    | Turchia              |
| 9  | İklimya Demir     | O     | 24 maggio 2004    | Turchia              |
| 10 | Gözde Turan       | C     | 21 gennaio 2003   | Turchia              |
| 11 | Dilara Elmacıoğlu | P     | 4 aprile 2003     | Turchia              |
| 13 | Ceren Erdinç      | C     | 22 settembre 2002 | Turchia              |
| 15 | Açelya Özman      | P     | 2003              | Turchia              |
| 16 | Nazlı Polat       | S     | 3 maggio 2002     | Turchia              |
| 18 | Bade Keskin       | S     | 2003              | Turchia              |

## Statistiche

### Statistiche di squadra
| Competizione   | Punti | In casa | In casa | In casa | In trasferta | In trasferta | In trasferta | Totale | Totale | Totale |
| Competizione   | Punti | G       | V       | P       | G            | V            | P            | G      | V      | P      |
| -------------- | ----- | ------- | ------- | ------- | ------------ | ------------ | ------------ | ------ | ------ | ------ |
| Sultanlar Ligi | 0     | 15      | 0       | 15      | 15           | 0            | 15           | 30     | 0      | 30     |
| Totale         | -     | 15      | 0       | 15      | 15           | 0            | 15           | 30     | 0      | 30     |

G = partite giocate; V = partite vinte; P = partite perse

### Statistiche dei giocatori
| Giocatore     | Campionato | Campionato | Campionato | Campionato | Campionato | Totale | Totale | Totale | Totale | Totale |
| Giocatore     | P          | PT         | AV         | MV         | BV         | P      | PT     | AV     | MV     | BV     |
| ------------- | ---------- | ---------- | ---------- | ---------- | ---------- | ------ | ------ | ------ | ------ | ------ |
| İ. Demir      | 29         | 194        | 180        | 6          | 8          | 29     | 194    | 180    | 6      | 8      |
| D. Elmacıoğlu | 29         | 28         | 8          | 15         | 5          | 29     | 28     | 8      | 15     | 5      |
| C. Erdinç     | 27         | 61         | 27         | 24         | 10         | 27     | 61     | 27     | 24     | 10     |
| B. Kaygısız   | 28         | 0          | 0          | 0          | 0          | 28     | 0      | 0      | 0      | 0      |
| B. Keskin     | 13         | 0          | 0          | 0          | 0          | 13     | 0      | 0      | 0      | 0      |
| A. Özman      | 25         | 6          | 4          | 1          | 1          | 25     | 6      | 4      | 1      | 1      |
| N. Polat      | 29         | 70         | 59         | 3          | 8          | 29     | 70     | 59     | 3      | 8      |
| G. Turan      | 29         | 122        | 105        | 7          | 10         | 29     | 122    | 105    | 7      | 10     |
| Z. Ünal       | 29         | 85         | 61         | 15         | 9          | 29     | 85     | 61     | 15     | 9      |
| D. Uyanık     | 19         | 84         | 41         | 33         | 10         | 19     | 84     | 41     | 33     | 10     |

P = presenze; PT = punti totali; AV = attacchi vincenti; MV = muri vincenti; BV = battute vincenti